# Інамбу чилійський
Інамбу чилійський (Nothoprocta perdicaria) — вид птахів родини тинамових (Tinamidae).

## Поширення
Птах населяє центральне Чилі і захід центральної Аргентини.

## Опис
Птах сягає 29 см завдовжки. Дзьоб тонкий та зігнутий. Ноги короткі, товсті, жовті. Має темне, смугасте забарвлення із складним візерунком. Груди сірі або коричневі у різних підвидів. Має довгі крила і, порівняно з іншими тинаму, добре літає.

## Спосіб життя
Вид зустрічається у високогірних луках на висоті 400—2000 м. Може населяти сухі ліси. Живиться в основному фруктами та ягодами. В невеликих кількостях їсть безхребетних, квіти, насіння. Яйця насиджує самець. В одній кладці можуть бути яйця від 4 самиць. Кладка налічує 10-12 яєць. Гнізда розміщені на землі. Інкубація триває 21 день.

## Підвиди
- Nothoprocta pedicaria pedicaria розповсюджений у північно-центральній частині Чилі.
- Nothoprocta pedicaria sanborni розповсюджений на півдні центральної частини Чилі.